# 昆蟲分類學
昆虫分类学研究昆虫的鉴别和它们的系谱关系，涉及昆虫的鉴别、命名、分类及各阶元间亲缘关系和进行途径等。近年来，又形成了昆虫数值分类学、支序分类学、化学分类学、细胞分类学、分子分类学等分支。